# District de Castelsarrasin
Le district de Castelsarrasin est une ancienne division territoriale du département français de la Haute-Garonne, existant de 1790 (année de la création des départements par l'Assemblée nationale constituante) à 1795 (constitution du 5 fructidor an III). 
En effet, la Haute-Garonne de 1790 s'étend vers le nord jusqu'au Tarn, de même que le Lot (chef-lieu : Cahors) vers le sud. Ce n'est qu'en 1808 qu'est créé le département de Tarn-et-Garonne (Montauban), qui inclut Castelsarrasin et son arrondissement.
Ce district est composé des cantons de Castelsarrasin, Grisolles, Montech, Saint Porquier et Villebrumier.
Comme tous les districts, il disparaît en 1795. En 1800, le Premier Consul Napoléon Bonaparte crée les arrondissements, qui correspondent au ressort des sous-préfets. 